# Nemopterella aequabilis
Nemopterella aequabilis är en insektsart som beskrevs av Bo Tjeder 1967. Nemopterella aequabilis ingår i släktet Nemopterella och familjen Nemopteridae. Inga underarter finns listade i Catalogue of Life.